# 張啟昕
張啟昕（英語：Cheung Kai-Yin，1986年—），前香港中西區區議會正街選區議員。2015年（第五屆）、2019年（第六屆）中西區議員候選人，慈善機構（NGO）項目主任、第五屆中西區議會委員會增選委員。

## 簡歷
張啟昕從小於西半山西摩道居住。自英華女校、中文大學體育運動科學系畢業，曾擔任中學體育老師，後辭職至台灣攻讀臺灣大學地理環境資源學研究所碩士。回港曾任民主黨中西區區議員許智峯、時任香港立法會議員單仲偕助理、社區主任。2015年首次參選區議員，以僅33票之差距敗於連任區議員李志恒。2019年11月則以領先879票勝選，為該選區13年後再度由民主黨暨泛民主派候選人當選。中西區區議會官方網站標示其任期至2021年7月8日。

## 區議員職涯

### 區議會質詢警務處長
2020年1月16日，中西區區議員輪流向出席會議的警務處處長鄧炳強質詢。張啟昕拿出一張1月1日元旦遊行警方在灣仔行動的照片，問鄧炳強是否認出相中人是警察。鄧炳強回應「我事後知道是警察」，又表示若警察「有得攞（委任證）而唔攞，有不完美的地方」。議員完成質詢後，有議員提出臨時動議譴責警務處長監管不力，鄧炳強隨即離場。動議最終在14票贊成、1票反對下通過。

### 正街山城年宵
2020年1月18、19日聯合其他區議員於正街舉辦「山城年宵」，雖因港府食環署拒批牌照改為擺街站形式，仍吸引大批人潮到訪。

### 通過拆除中山天橋鐵網
中西區中山公園及夏愨道天橋均有裝設鐵絲網，區議會昨日討論這議題，當區區議員張啟昕批評，昨日政府各部門以錄音機方式播出官式答案，「問邊個決定封橋又答唔到，問幾時拆鐵網又問唔到。」她形容，鐵網醜化城市景觀及引起防火安全憂慮，眾議員均認為有必要盡快拆除，會上一致通過以小型工程撥款盡快拆除鐵網。
張啟昕又指，鐵網封橋是政府想出來，政府絕對要負責拆除，「議會的錢理應用於建設更好社區，用於民生事務，而非為政府『執屎』」。

## 請辭卸任

### 擺最後回收站告別街坊
張啟昕於2021年7月10日宣布辭職，13日在西環正街擺設最後一次環保回收街站告別街坊。有不少街坊前來，向她打氣、擁抱拍照，也有街坊送傘，寄語將來「風雨同路」。